# Годао 218

Годао 218 в сети автодорог Китая

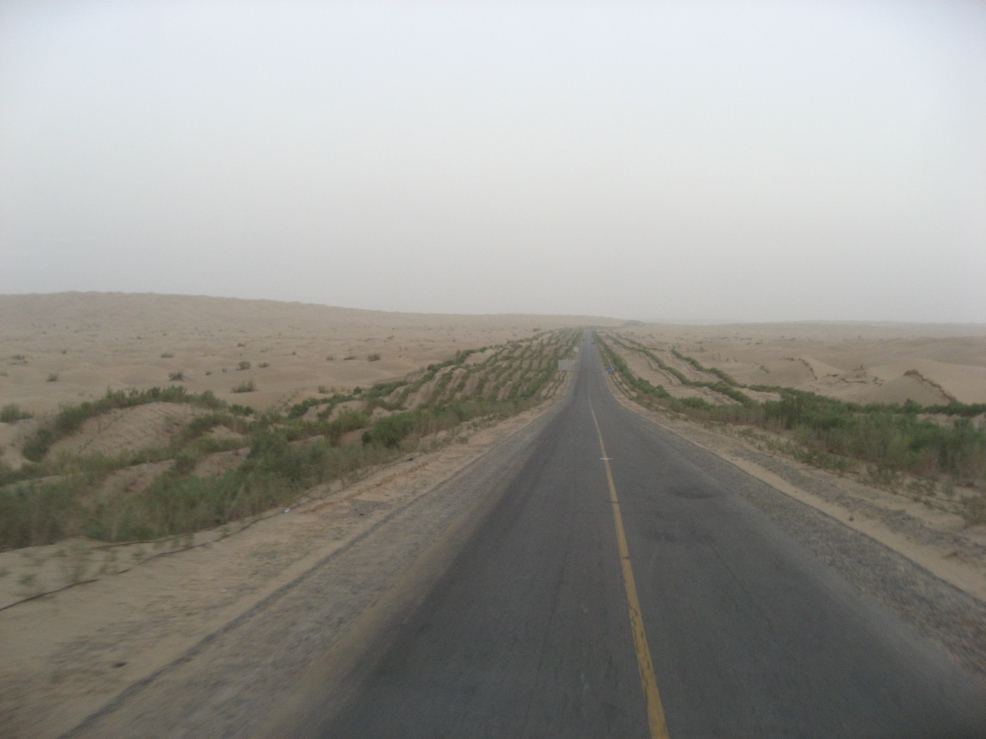
Дорога в районе Тарима

Годао 218 (G218, 218国道 ) — китайская республиканская трасса южно-северного направления Кульджа — Жоцян. Проложена в пустынной местности и соединяет Или-Казахский автономный округ и Баянгол-Монгольский автономный округ. Проходит по населённым пунктам с распространением диалекта китайского языка чжунъюаньской ветви.
В районе Яньци-Хуэйского автономного уезда дорога пролегает недалеко от перевала Железные Ворота в котором располагается застава времён династии Тан.
В городе Балуньтай перекрёсток с 216 трассой.
В городе Корла перекрёсток с 314-й трассой. В пустыне трасса проходит западнее озера Лобнор.
В районе Жоцян ( Каргалык ) образуется Т-образный перекрёскток с трассой № 315 Синин - Кашгар ( Южный Шёлковый путь ).
| Путь и расстояние (км) |                 |
| \| Город \| Расстояние (км) \| \| -------------------- \| --------------- \| \| Кульджа (Инин), 伊宁 \| 0 \| \| Корла, 库尔勒 \| 623 \| \| Юйли, 尉犁 \| 677 \| \| Жоцян, 若羌 \| 1067 \| |                 |
| Город | Расстояние (км) |
| Кульджа (Инин), 伊宁 | 0               |
| Корла, 库尔勒 | 623             |
| Юйли, 尉犁 | 677             |
| Жоцян, 若羌 | 1067            |